# Sul-coreano
Sul-coreano refere-se a algo ou alguém relacionado à Coreia do Sul, país da Ásia. O termo pode designar tanto os habitantes do país quanto algo que tem relação com a nação.

## Diáspora coreana

Bandeira da unificação coreana
Mapa da diáspora coreana no mundo